# Powiat Wolfenbüttel
Powiat Wolfenbüttel (niem. Landkreis Wolfenbüttel) – powiat w niemieckim kraju związkowym Dolna Saksonia. Siedziba powiatu znajduje się w mieście Wolfenbüttel.

## Podział administracyjny
Powiat Wolfenbüttel składa się z:
- jednego miasta
- dwóch samodzielnych gmin (niem. Einheitsgemeinde)
- czterech gmin zbiorowych (Samtgemeinde)
- trzech obszarów wolnych administracyjnie (gemeindefreies Gebiet)

Miasta:
| Lp. | Nazwa miasta | Ludność (31.12.2008) | Powierzchnia km² |
| --- | ------------ | -------------------- | ---------------- |
| 1   | Wolfenbüttel | 53.797               | 78,46            |

Gminy samodzielne:
| Lp. | Nazwa gminy    | Ludność (31.12.2008) | Powierzchnia km² |
| --- | -------------- | -------------------- | ---------------- |
| 1   | Cremlingen     | 12.763               | 59,25            |
| 2   | Schladen-Werla | 9.391                | 73,89            |

Gminy zbiorowe:
| Lp. | Nazwa gminy    | Ludność (31.12.2008) | Powierzchnia km² | Liczba gmin |
| --- | -------------- | -------------------- | ---------------- | ----------- |
| 1   | Baddeckenstedt | 10.805               | 113,78           | 6           |
| 2   | Elm-Asse       | 19.442               | 213,37           | 12          |
| 3   | Oderwald       | 7.022                | 88,99            | 6           |
| 4   | Sickte         | 10.443               | 81,76            | 5           |

Obszary wolne administracyjnie:
| Lp. | Nazwa obszaru   | Ludność (31.12.2008) | Powierzchnia km² |
| --- | --------------- | -------------------- | ---------------- |
| 1   | Am Großen Rhode | teren niezamieszkany | 5,79             |
| 2   | Barnstorf-Warle | teren niezamieszkany | 1,29             |
| 3   | Voigtsdahlum    | teren niezamieszkany | 5,77             |

## Współpraca międzynarodowa
Powiaty partnerskie:
- Powiat wrzesiński, Polska (umowa o współpracy z 2001)[1]

## Zmiany administracyjne
- 1 listopada 2013
  - rozwiązanie gminy zbiorowej Schladen
  - utworzenie gminy samodzielnej Schladen-Werla
- 1 stycznia 2015
  - połączenie gminy zbiorowej Asse z gminą zbiorową Schöppenstedt w gminę zbiorową Elm-Asse